# En lille melodi
"En lille melodi" (tradução portuguesa "Uma pequena melodia") foi a canção escolhida para representar a Dinamarca no Festival Eurovisão da Canção 1987 que teve lugar em Bruxelas e que foi interpretada em dinamarquês por Anne-Cathrine Herdorf e banda Drengene. A canção foi a 19.ª a ser interpretada na noite do festival, a seguir à canção finlandesa "Sata salamaa", interpretada por Vicky Rosti e pela banda Boulevard e antes da canção irlandesa "Hold Me Now", interpretada por Johnny Logan. A canção dinamarquesa trminou em quinto lugar e recebeu um total de 83 pontos.

## Autores
- Letrista: Jacob Jonia
- Compositor: Helge Engelbrecht
- Orquestrador: Henrik Krogsgaard

## Letra
A canção é um apelo para a unidade, com Herdorf exortando para todos cantarem com ela a sua "pequena melodia".